# Adam Szejnfeld
Adam Stanisław Szejnfeld (Kalisz; 13 de Novembro de 1958 — ) é um político da Polónia. Ele foi eleito para a Sejm em 25 de Setembro de 2005 com 26568 votos em 38 no distrito de Piła, candidato pelas listas do partido Platforma Obywatelska.
Ele também foi membro da Sejm 1997-2001 e Sejm 2001-2005.